# 25384 Партизанське
25384 Партизанське (25384 Partizánske) — астероїд головного поясу, відкритий 18 жовтня 1999 року.
Тіссеранів параметр щодо Юпітера — 3,167.